# Slawjanskoje (Kaliningrad, Gurjewsk)
Slawjanskoje (russisch Славянское, deutsch Fuchshöfen) ist ein Ort in der russischen Oblast Kaliningrad. Er gehört zur kommunalen Selbstverwaltungseinheit Stadtkreis Gurjewsk im Rajon Gurjewsk. Es ist zu unterscheiden von dem ehemals gleichnamigen Fuchshöfen (heute Lisówka) im Kreis Friedland/Bartenstein.

## Geographische Lage
Slawjanskoje liegt 14 Kilometer östlich von Kaliningrad (Königsberg) südlich der neuen Trasse der Föderalstraße A 229 am Nordufer des Neuen Pregel (russisch: Nowaja Pregolja). Der Ort ist zu erreichen über die Kommunalstraße 27K-379, die bei Kaschtanowka (Gänsekrug) von der alten Trasse der Föderalstraße, der jetzigen Kommunalstraße 27K-031 abzweigt. Bis 1945 war Waldau (russisch: Nisowje) die nächste Bahnstation an der Strecke von Königsberg (Preußen) über Prawten (russisch: Lomonossowo) nach Possindern (Roschtschino) zur Weiterfahrt nach Tapiau (Gwardeisk) der Königsberger Kleinbahn, die nicht mehr in Betrieb ist.

## Geschichte

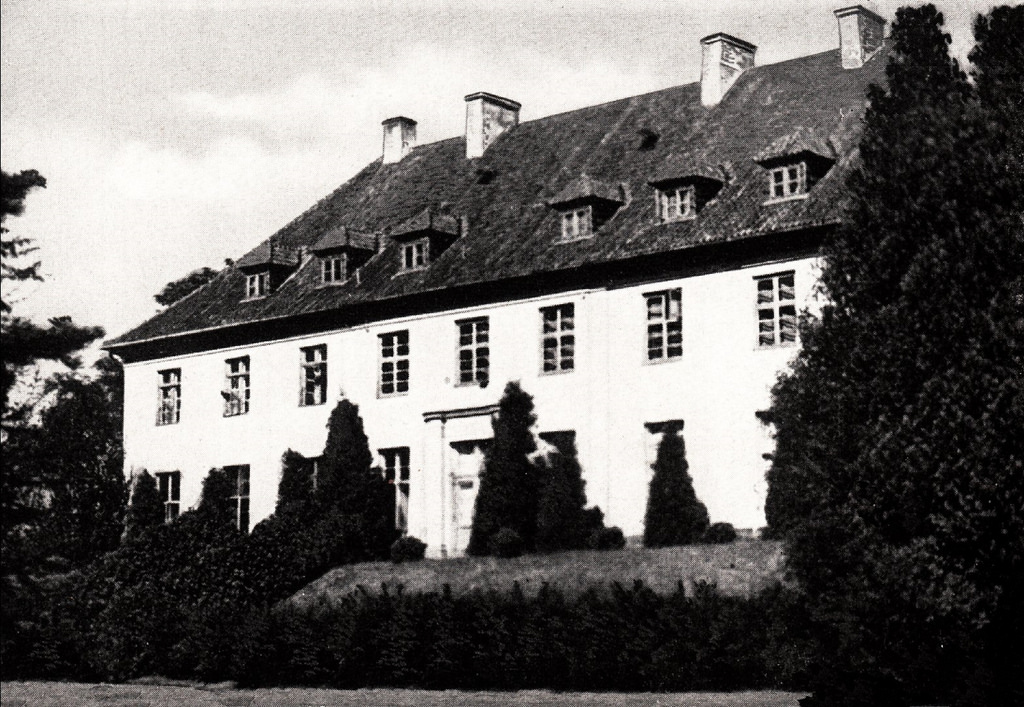
Herrenhaus Fuchshöfen

Das frühere und ehemals Fuchshöfen genannte Gutsdorf (heute polnisch: Lisówka) blickt auf eine lange Vergangenheit zurück. So gab es in den Kreisen Königsberg und Wehlau Wolfshöfensche Güter, u. a. auch in Arnau (russisch: Rodniki, ehemals Marjino), die der Familie Creytzen gehörten. Nach dem Besitzer Georg Wilhelm von Creytzen (1629–1688), seines Zeichens Amtshauptmann von Fischhausen (Primorsk) und Obermarschall von Preußen fiel das Lehen an den Landesherrn zurück. Der Große Kurfürst belehnte 1685 seinen Minister Paul Freiherr von Fuchs (1640–1704) mit den Ländereien, und er nannte den Ort Wolfshöfen in Fuchshöfen um. Noch im 17. Jahrhundert entstand das zweistöckige Herrenhaus.
Paul von Fuchs Sohn Johann Paul erbte den Besitz. Er heiratete in Zweiter Ehe Anna Francelina von Wylich, und der gemeinsamen Tochter Charlotte, verheiratet mit dem Staatsrat Schmettau, bekommt den Besitz. Als ihr Mann früh starb, forderte König Friedrich Wilhelm I., dass die Witwe Anna Francelina von Fuchs den durch seine Spielsucht ruinierten Feldmarschall Ludwig von Wylich und Lottum (1683–1729) heiraten solle, um diesen zu sanieren. Erst als der König zwei Kompanien Soldaten nach Fuchshöfen entsandte, um Anna Francelinas Widerstand zu brechen, fügte diese sich dem Befehl. Doch der Feldmarschall verjubelte fast auch den ganzen Fuchshöfschen Besitz.
Die erbende Tochter Anna Louise Sophie stiftete 1755 aus dem noch verbliebenen Besitz ein sogenanntes Kunkellehen Fuchshöfen, ein weibliches Fideikommiss. Das Gut wurde nun über vier Generationen von der Mutter auf die Tochter vererbt, zuletzt an Christiane von Wangenheim (1791–1873), die den Oberforstmeister Barthold Johann von Bassewitz (1782–1827) geheiratet hatte. Die Erbin Sylvie von Bassewitz ließ den Besitz in ein männliches Fideikommiss umwandeln. Letzter Gutsbesitzer war Friedrich von Bassewitz (1898–1945). Er ließ im Jahre 1922 das Dach des Herrenhauses ausbauen und bewirtschaftete Fuchshöfen sehr erfolgreich bis 1945.
Am 30. April 1874 wurde Fuchsshöfen Sitz und namensgebender Ort des neu errichteten Amtsbezirks Fuchshöfe. Er existierte bis 1945 und gehörte bis 1939 zum Landkreis Königsberg (Preußen), von 1939 bis 1945 zum Landkreis Samland im Regierungsbezirk Königsberg der preußischen Provinz Ostpreußen.
Im Jahre 1910 zählte Fuchshöfen 336 Einwohner. Am 30. September 1928 schlossen sich die Landgemeinde Stangau (russisch: Malinowka) und der Gutsbezirk Fuchshöfen zur neuen Landgemeinde Fuchshöfen zusammen. Die Einwohnerzahl betrug 1933 331 und 1939 350.
Beim Einmarsch der Roten Armee 1945 brannte das Gutshaus bis zum Erdgeschoss ab. Heute erinnern noch einige Mauerreste bzw. verfallene Gebäude an den Gutsbetrieb. Im verwilderten Gutspark liegt – umgestoßen – immer noch der „Luisenstein“, der an den Besuch der Königin Luise 1807 erinnerte.
Fuchshöfen kam 1945 mit dem nördlichen Ostpreußen zur Sowjetunion. Im Jahr 1947 erhielt der Ort die russische Bezeichnung Slawjanskoje und wurde gleichzeitig dem Dorfsowjet Nisowski selski Sowet im Rajon Gurjewsk zugeordnet. Von 2008 bis 2013 gehörte Slawjanskoje zur Landgemeinde Nisowskoje selskoje posselenije und seither zum Stadtkreis Gurjewsk.

### Amtsbezirk Fuchshöfen (1874–1945)
Von 1874 bis 1945 bestand der Amtsbezirk Fuchshöfen, der sich anfangs aus fünf Landgemeinden (LG) und einem Gutsbezirk (GB) zusammensetzte:
| Name                 | Russischer Name | Bemerkungen                                                                    |
| -------------------- | --------------- | ------------------------------------------------------------------------------ |
| Altsitt (LG)         |                 | 1929 in die Landgemeinde Norgehnen eingegliedert                               |
| Friedrichswalde (LG) | Opornoje        | 1929 in die Landgemeinde Norgehnen eingegliedert                               |
| Fuchshöfen (GB)      | Slawjanskoje    | ab 1928 Landgemeinde                                                           |
| Norgehnen (LG)       | Strelzowo       |                                                                                |
| Spohr (LG)           |                 | 1936 in die Landgemeinde Friedrichstein im Amtsbezirk Löwenhagen eingegliedert |
| Stangau (LG)         | Malinowka       | 1928 in die Landgemeinde Fuchshöfen eingegliedert                              |

Am 1. Juni 1945 gehörten zum Amtsbezirk Fuchshöfen aufgrund der Strukturveränderungen nur noch die beiden Gemeinde Fuchshöfen und Norgehnen.

## Kirche
Mit seiner überwiegend evangelischen Einwohnerschaft war Fuchshöfen bis 1945 in das Kirchspiel der Kirche Arnau (russisch: Rodniki, vormals: Marjino) eingepfarrt. Es gehörte zum Kirchenkreis Königsberg-Land II innerhalb der Kirchenprovinz Ostpreußen der Kirche der Altpreußischen Union. Letzter deutscher Geistlicher war Pfarrer Arthur Brodowski.
Heute liegt Slawjanskoje im Einzugsgebiet der evangelisch-lutherischen Auferstehungskirche in Kaliningrad (Königsberg) in der Propstei Kaliningrad der Evangelisch-lutherischen Kirche Europäisches Russland (ELKER).